# 병사와 아가씨들
"병사와 아가씨들"은 한국에서 제작된 김기 감독의 1977년 영화이다. 이영옥 등이 주연으로 출연하였고 김화식 등이 제작에 참여하였다.

## 출연

### 주연
- 이영옥
- 안성기
- 이동진
- 나기수

## 기타
- 조명: 김윤덕
- 미술: 김유준